# Capnia femina
Capnia femina är en bäcksländeart som beskrevs av Kawai 1968. Capnia femina ingår i släktet Capnia och familjen småbäcksländor. Inga underarter finns listade i Catalogue of Life.